# An Szukszon
An Szukszon (hangul: 안숙선, handzsa: 安淑善, RR: An Suk-seon; 1949. szeptember 15. –) dél-koreai hagyományos énekes, phanszori (pansori) mesterénekes, a 23. „élő emberi kincs”, a kajagum pjongcshang (가야금병창, gayageum byeongchang) és a kajagum (gayageum) szandzso (sanjo) mestere.

## Élete és pályafutása
An zenész családból származik, édesanyjának több rokona is zenével foglalkozott, illetve államilag elismert hagyományőrző volt. Kilencéves korában ismerkedett meg a hagyományos énekléssel, anyai nagybátyja és nagynénje tanította. Szöulban Kim Szohi (Kim So-hui) phanszori (pansori) mesterénekes tanítványa volt. 1986 óta ad elő teljes phanszori (pansori)műveket.
1997-ben nyilvánította a dél-koreai Kulturális Örökségvédelmi Hivatal a 23. „élő ember kincssé”.
1998-ban a Jongin (Yongin) Egyetem kugak (gugak)-professzora lett. 2000-ben a Koreai Nemzeti Művészeti Egyetem (한국예술종합학교) oktatója lett. 1999-ben a Koreai Kulturális Érdemrend 4. fokozatával tüntették ki.